# Alberto Granado
Compléments
• Connu pour avoir été le compagnon de voyage de Che Guevara en 1952.
Alberto Granado est un biochimiste argentin, né le 8 août 1922 à Córdoba, en Argentine et mort le 5 mars 2011. Il fut le compagnon de voyage en Amérique latine d'Ernesto Guevara. Il a publié un livre sur ce voyage, Sur la route avec Che Guevara.

## Biographie
Après avoir étudié la biochimie, Alberto Granado décide, à vingt-neuf ans, de quitter l'Argentine pour réaliser un grand voyage en Amérique latine avec son ami Ernesto « Che » Guevara, alors simple étudiant en médecine. Durant leur périple, commencé fin 1951, les deux jeunes vont rencontrer la réalité du continent latino-américain et découvrir sa pauvreté et ses inégalités sociales. Cette prise de conscience sera déterminante pour leur réflexion politique et marquera l'histoire de la deuxième moitié du XXe siècle.
De ce voyage, il a écrit un livre Sur la route avec Che Guevara.
Celui-ci a inspiré le film de Walter Salles, Carnets de voyage, sorti en 2004, qui raconte le périple des deux jeunes gens. Le rôle d'Alberto Granado est joué par l'acteur Rodrigo de la Serna.
Après le triomphe de la révolution cubaine, il a émigré à Cuba où il a fondé l'École de médecine de Santiago de Cuba. Il a vécu à La Havane jusqu'à la fin de sa vie.
Il meurt le 5 mars 2011 à 88 ans.

## Œuvre littéraire
- Sur la route avec Che Guevara, Alberto Granado, éditions de l'Archipel,  (ISBN 2-84187-691-8)